# Vogtland
O Distrito de Vogtland (em alemão:  Vogtlandkreis) é um distrito (kreis ou landkreis) da Alemanha localizado na região de Chemnitz, no estado da Saxônia.

## Cidades e municípios
| Cidades | Municípios | |
| --- | --- | --- |
| 1. Adorf 2. Auerbach 3. Bad Elster 4. Elsterberg 5. Falkenstein 6. Klingenthal 7. Lengenfeld 8. Markneukirchen 9. Netzschkau 10. Oelsnitz 11. Pausa-Mühltroff 12. Plauen 13. Reichenbach im Vogtland 14. Rodewisch 15. Schöneck 16. Treuen | 1. Bad Brambach 2. Bergen 3. Bösenbrunn 4. Eichigt 5. Ellefeld 6. Grünbach 7. Heinsdorfergrund 8. Limbach 9. Mühlental 10. Muldenhammer 11. Neuensalz | 1. Neumark 2. Neustadt 3. Pöhl 4. Rosenbach 5. Steinberg 6. Theuma 7. Tirpersdorf 8. Triebel 9. Weischlitz 10. Werda |

|  |